# Badr El Kaddouri
Badr El Kaddouri (arabe : بدر القدوري), né le 31 janvier 1981 à Casablanca, est un footballeur international marocain .

## Biographie

### Club
Né à Casablanca, il rejoint le Wydad de Casablanca à l'âge de 12 ans et se fait une place dans l'équipe première. Dès sa première saison, il attire l'attention de plusieurs clubs, dont le Dynamo Kiev qu'il accepte de rejoindre pour une somme de 6 millions et demi en 2002, où il y montre de bonnes performances. Il est prêté au club écossais du Celtic Glasgow pour la saison 2011-2012 où il ne joue que sept matchs, et retourne au Dynamo Kiev après 6 mois.

#### Dynamo Kiev
Il rejoint le club ukrainien en 2002 en provenance du Wydad de Casablanca et remporte le Championnat d'Ukraine de football en 2003,2004,2007 et 2009 et remporte la Coupe d'Ukraine de football en 2003,2005,2006 et 2007.Il est actuellement considéré comme les meilleurs Latéraux de l'Histoire du Dynamo Kiev il est également considéré comme les joueurs les plus capé (269 matchs joués).

### Sélection nationale
Il a été sélectionné par Badou Ezzaki en 2002. Il est régulièrement titularisé lors des matchs du Maroc et est considéré parmi les meilleurs latéraux gauche en Afrique, ce qui fait de lui un titulaire indiscutable.
| Caps | Date       | Match                   | Lieu       | Score         | Compétition      |
| 1    | 27/03/2002 | Costa Rica - Maroc      | San José   | 0 - 1         | Amical           |
| 2    | 21/08/2002 | Luxembourg - Maroc      | Luxembourg | 0 - 2         | Amical           |
| 3    | 13/10/2002 | Maroc – Guinée Equ.     | Rabat      | 5 - 0         | Amical           |
| 4    | 20/11/2002 | Maroc - Mali            | Rabat      | 1 - 3         | Amical           |
| 5    | 04/09/2004 | Maroc - Tunisie         | Rabat      | 1 - 1         | Elim.CAN/CM 2006 |
| 6    | 09/02/2005 | Maroc - Kenya           | Rabat      | 5 - 1         | Elim.CAN/CM 2006 |
| 7    | 17/08/2005 | Togo - Maroc            | Rouen      | 1 - 0         | Amical           |
| 8    | 03/09/2005 | Maroc – Botswana        | Rabat      | 1 - 0         | Elim.CAN/CM 2006 |
| 9    | 08/10/2005 | Tunisie - Maroc         | Radès      | 2 - 2         | Elim.CAN/CM 2006 |
| 10   | 09/01/2006 | Maroc - RD Congo        | Rabat      | 3 - 0         | Amical           |
| 11   | 17/01/2006 | Maroc - Angola          | Rabat      | 2 - 2         | Amical           |
| 12   | 21/01/2006 | Côte d’Ivoire - Maroc   | Le Caire   | 1 - 0         | CAN 2006         |
| 13   | 24/01/2006 | Egypte - Maroc          | Le Caire   | 0 - 0         | CAN 2006         |
| 14   | 28/01/2006 | Libye - Maroc           | Le Caire   | 0 - 0         | CAN 2006         |
| 15   | 16/08/2006 | Maroc – Burkina         | Rabat      | 1 - 0         | Amical           |
| 16   | 15/11/2006 | Maroc - Gabon           | Rabat      | 6 - 0         | Amical           |
| 17   | 25/03/2007 | Zimbabwe - Maroc        | Harare     | 1 - 1         | Elim. CAN 2008   |
| 18   | 08/09/2007 | Ghana - Maroc           | Rouen      | 2 - 0         | Amical           |
| 19   | 17/10/2007 | Maroc - Namibie         | Rabat      | 2 - 0         | Amical           |
| 20   | 16/11/2007 | France - Maroc          | St-Denis   | 2 - 2         | Amical           |
| 21   | 21/11/2007 | Sénégal - Maroc         | Créteil    | 0 - 3         | Amical           |
| 22   | 12/01/2008 | Maroc - Zambie          | Fés        | 2 - 0         | Amical           |
| 23   | 16/01/2008 | Maroc - Angola          | Rabat      | 2 - 1         | Amical           |
| 24   | 21/01/2008 | Maroc - Namibie         | Accra      | 5 - 1         | CAN 2008         |
| 25   | 24/01/2008 | Maroc - Guinée          | Accra      | 2 - 3         | CAN 2008         |
| 26   | 28/01/2008 | Ghana - Maroc           | Acrra      | 2 - 0         | CAN 2008         |
| 27   | 26/03/2008 | Belgique - Maroc        | Bruxelles  | 1 - 4         | Amical           |
| 28   | 31/05/2008 | Maroc - Ethiopie        | Casablanca | 3 - 0         | Elim.CAN/CM 2010 |
| 29   | 14/06/2008 | Rwanda - Maroc          | Kigali     | 3 - 1         | Elim.CAN/CM 2010 |
| 30   | 21/06/2008 | Maroc - Rwanda          | Casablanca | 2 - 0         | Elim.CAN/CM 2010 |
| 31   | 20/08/2008 | Maroc - Bénin           | Rabat      | 3 - 1         | Amical           |
| 32   | 06/09/2008 | Oman - Maroc            | Mascate    | 0 - 0         | Amical           |
| 33   | 19/11/2008 | Maroc - Zambie          | Casablanca | 3 - 0         | Amical           |
| 34   | 11/02/2009 | Maroc – Tchèque         | Casablanca | 0 - 0         | Amical           |
| 35   | 28/03/2009 | Maroc - Gabon           | Casablanca | 1 - 2         | Elim.CAN/CM 2010 |
| 36   | 07/06/2009 | Cameroun - Maroc        | Yaoundé    | 0 - 0         | Elim.CM 2010     |
| 37   | 20/06/2009 | Maroc - Togo            | Rabat      | 0 - 0         | Elim.CM 2010     |
| 38   | 17/11/2010 | Irlande du Nord - Maroc | Belfast    | 1 - 1         | Amical           |
| 39   | 04/06/2011 | Maroc - Algérie         | Marrakech  | 4 - 0         | Elim. CAN 2012   |
| 40   | 10/08/2011 | Sénégal - Maroc         | Dakar      | 0 - 2         | Amical           |
| 41   | 04/09/2011 | Centrafrique - Maroc    | Bangui     | 0 - 0         | Elim. CAN 2012   |
| 42   | 09/10/2011 | Maroc - Tanzanie        | Marrakech  | 3 - 1         | Elim. CAN 2012   |
| 43   | 13/11/2011 | Maroc - Cameroun        | Marrakech  | 1 – 1(2 - 4p) | LG Cup           |
| 44   | 23/01/2012 | Tunisie - Maroc         | Libreville | 2 - 1         | CAN 2012         |
| 45   | 27/01/2012 | Gabon - Maroc           | Libreville | 3 - 2         | CAN 2012         |
| 46   | 31/01/2012 | Niger - Maroc           | Libreville | 0 - 1         | CAN 2012         |
| ---- | ---------- | ----------------------- | ---------- | ------------- | ---------------- |

## Carrière
- 2000-2002 :  Wydad de Casablanca
- 2002-2013 :  Dynamo Kiev
  - 2011-2012 :  Celtic Glasgow  (prêt)[1]

## Palmarès
(16 titres)
 Wydad de Casablanca
- Coupe du Trône
  - Vainqueur : 2001
- CAF Coupe des Coupes
  - Vainqueur : 2002

 Dynamo Kiev
- Champion d'Ukraine
  - Champion en 2003, 2004, 2007 et 2009
  - Vice-Champion : 2005, 2006
- Coupe d'Ukraine
  - Vainqueur en 2003, 2005, 2006 et 2007
  - Finaliste en 2008
- Supercoupe d'Ukraine
  - Vainqueur : 2004, 2006, 2007, 2009 et 2011

 Celtic Glasgow
- Champion d'Écosse
  - Champion en 2012.

### Distinctions personnelles
- Meilleur Latéral en Afrique en 2008
- Meilleur joueur marocain du Championnat Ukrainien en 2008, 2009 et 2010